# (7317) Cabot
(7317) Cabot (1940 ED) – planetoida z grupy pasa głównego asteroid okrążająca Słońce w ciągu 3,56 lat w średniej odległości 2,33 j.a. Odkryta 12 marca 1940 roku.